# Urlați
Urlați [ˈurlatzʲ] ist eine Stadt im Kreis Prahova in der Großen Walachei in Rumänien.

## Lage
Urlați liegt im Vorland des südlichen Teils der Ostkarpaten. Die Kreishauptstadt Ploiești befindet sich etwa 20 km südwestlich.

## Geschichte
Archäologische Funde belegen die Besiedlung des Gebietes seit dem Neolithikum und der Bronzezeit. Urlați wurde 1515 erstmals urkundlich erwähnt. Der Ort gehörte nacheinander verschiedenen walachischen Adelsfamilien und lebte von der Landwirtschaft und vom Weinbau. 1711 hielt hier der walachische Fürst Constantin Brâncoveanu ein Militärlager ab. Ende des 19. Jahrhunderts war Urlați Standort einiger rumänischer Armee-Einheiten. Heute sind neben der Landwirtschaft die Textil-, Bau- und Lebensmittelindustrie die wichtigsten Wirtschaftszweige.

## Bevölkerung
1860 lebten in Urlați 1645 Personen. 1992 wurde mit 12.309 die höchste Bevölkerungszahl registriert. Bei der Volkszählung 2002 zählte man in Urlați 11.778 Einwohner, darunter 11.589 Rumänen und 178 Roma. 7643 Menschen lebten in der eigentlichen Stadt, die übrigen etwa 4000 in den 16 Katastralgemeinden.

## Verkehr
Urlați hat selbst keinen Bahnanschluss; die Strecke Bukarest–Galați führt wenige Kilometer südlich an der Stadt vorbei (Bahnhof Cricov). Es bestehen regelmäßige Busverbindungen nach Ploiești.

## Sehenswürdigkeiten
- Brâncoveanu-Herrenhaus (18. Jh.)
- Holzkirche im Ortsteil Valea Seman (18. Jh.)
- Kirche im Ortsteil Arioneștii Noi (18. Jh.)
- Kloster Cricov-Sfânta Maria (18. Jh.)